# حركة مزلقية

الحركة المزلقية (بالإنجليزية: Gliding motility)‏ هي شكل من أشكال حركية محددة لبعض الكائنات التي تستخدم عدد كبير و معقد من البروتياتن حول سطح الخلية.